# Nieszkodliwy przepływ
Nieszkodliwy przepływ (ang. innocent passage) – prawo zwyczajowe skodyfikowane w konwencji genewskiej o morzu terytorialnym i strefie przyległej z 1958 a następnie w Konwencji o Prawie Morza z 1982 (art. 17–32), które zapewnia żeglugę statków wszystkich bander przez morze terytorialne (art. 17), wody archipelagowe (art. 52) i wyjątkowo morskie wody wewnętrzne (art. 8 ust. 2), a zatem przez morskie terytorium państwa. Nieszkodliwy przepływ obejmuje nieprzerwaną i szybką żeglugę przez morze terytorialne w celu:
- przejścia przez morze terytorialne bez wchodzenia na wody wewnętrzne i bez zatrzymywania się poza wodami wewnętrznymi na redzie bądź przy urządzeniu portowym (przepływ trawersowy lub prosty);

- wejścia na wody wewnętrzne lub wyjścia z nich albo zatrzymania się na takiej redzie bądź przy takim urządzeniu portowym (przepływ wejściowy/wyjściowy).

Okręty podwodne mogą przepływać tylko w położeniu nawodnym i jak wszystkie inne okręty, z podniesioną banderą. W art. 19 ust. 2 Konwencji o Prawie Morza z 1982 zawarto katalog, który jest wskazówką dla przepływającego statku jakie działania są zakazane podczas korzystania z prawa nieszkodliwego przepływu. Z drugiej strony przepis ten zapobiega zupełnej swobodzie w interpretacji pojęcia „nieszkodliwy przepływ” przez państwo nadbrzeżne.
Prawo to wyjątkowo tylko może być zawieszone (bez formalnej i faktycznej dyskryminacji, art. 25 ust. 3) na określonym obszarze morza terytorialnego lub wód archipelagowych, czasowo, po uprzednim podaniu informacji o tym do publicznej wiadomości i jeśli jest to uzasadnione ze względu na bezpieczeństwa państwa nadbrzeżnego, w tym prowadzeniem ćwiczeń. W niektórych cieśninach, w których nie obowiązuje prawo przejścia tranzytowego, istnieje tylko prawo nieszkodliwego przepływu bez możliwości zawieszenia przez państwa cieśninowe (np. Cieśnina Mesyńska, cieśnina Juan de Fuca, Cieśnina Piławska).